# Аграрна (сорт картоплі)
Аграрна — Сорт картоплі виведений в Сумському національному аграрному унісерситеті.
Середньоранній, бульби коротко-овальні, білі, вічка середні; м'якуш білий; смакові якості добрі. Вміст крохмалю 16 %
Стійкий до фітофторозу та картопляної нематоди. Ракостійкий.
Кущ добре розвинений, віночок квітки білий.